# 查利斯 (愛達荷州)
查利斯（英語：Challis）是一個位於美國愛達荷州卡斯特縣的城市。根據2010年美國人口普查，該地人口為1081人，而該地的面積約為5.04平方千米。同時該地也是卡斯特縣的縣治。

## 地理
查利斯的座標為44°30′15″N 114°13′42″W / 44.50417°N 114.22833°W，而該地的平均海拔高度為1601米（即5253英尺）。